# Klaus Gjasula
Klaus Fatmir Gjasula (* 14. Dezember 1989 in Tirana) ist ein albanisch-deutscher Fußballspieler, der seit Januar 2025 bei Rot-Weiss Essen unter Vertrag steht.

## Karriere

### Vereine

#### Anfänge in Baden-Württemberg
Gjasula zog kurz nach seiner Geburt mit seinen Eltern von Albanien nach Freiburg im Breisgau. In der Jugend spielte er beim PSV Freiburg, Offenburger FV und dem Freiburger FC. Am 19. August 2007 debütierte er bei der 0:1-Heimniederlage gegen die U19-Mannschaft des TSV 1860 München in der A-Junioren-Bundesliga, als er in der 61. Spielminute für Muhammed Güney eingewechselt wurde. In der Saison 2007/08 kam er auf zehn Einsätze in der U19-Liga. Dort sammelte er seine ersten Erfahrungen im Herrenbereich, vom ehemaligen Zweitligisten wechselte er zuerst zum Bahlinger SC. Beim Oberligisten debütierte er am 29. August 2009 beim 0:4-Auswärtssieg gegen den FC 08 Villingen, als er in der 73. Spielminute für Yannick Häringer eingewechselt wurde und kam in der gesamten Saison auf 25 Ligaeinsätze (zwei Tore). Schon ein Jahr später wechselte er zum Ligakonkurrenten SV Waldhof Mannheim. In seiner ersten Saison in Mannheim trug er mit 25 Ligaeinsätzen und zwei Toren zum Aufstieg in die Regionalliga Süd bei. In der Regionalliga Süd kam er auf 25 Ligaeinsätze, ein Tor und erhielt 14 gelbe Karten.

#### Über Duisburg nach Offenbach
Zur Saison 2012/13 wechselte der gebürtige Albaner in die zweite Mannschaft des MSV Duisburg und spielte in der Regionalliga West 23 Spiele. Nach einem Jahr bei den Zebras zog es den Mittelfeldakteur zu den Kickers Offenbach. Im Oktober 2013 brach sich Gjasula das Jochbein und musste zur Sicherheit einen Schutzhelm tragen. Nach der Verletzung erlitt er im ersten Spiel ohne Helm erneut einen Schlag auf den Kopf, seitdem trug er diesen Helm immer, da er sich laut eigener Aussage damit sicherer fühlt. Gjasula möchte zwar keine Helmpflicht durchsetzen, denkt aber, dass es für verletzungsanfällige Spieler durchaus Sinn ergeben könnte, solch einen Helm während der Spiele zu tragen. In der Saison 2013/14 spielte er 27 Ligaspiele in der Regionalliga Südwest, traf zweimal und erhielt 16 gelbe Karten. Mit Offenbach wurde er in der Saison 2014/15 Meister der Regionalliga Südwest, man scheiterte aber in den Aufstiegsspielen zur 3. Liga am 1. FC Magdeburg. Auch im DFB-Pokal erreichte die Mannschaft das Achtelfinale nach Siegen über den FC Ingolstadt 04 und den Karlsruher SC, schied dort jedoch gegen Borussia Mönchengladbach aus. In der Liga spielte er 31 Spiele. In der Saison 2015/16 spielte er 17 Spiele für den OFC und traf zweimal.

#### Wechsel in die 3. Liga
Anfang Januar 2016 wechselte Gjasula in die 3. Liga zu den Stuttgarter Kickers. Unter dem Cheftrainer Tomislav Stipić kam er bis zum Ende der Saison 2015/16 in 16 Drittligaspielen (alle von Beginn) zum Einsatz, stieg mit dem Verein aber in die Regionalliga Südwest ab.
Gjasula verblieb allerdings in der 3. Liga und wechselte zur Saison 2016/17 zum Halleschen FC. Unter Rico Schmitt etablierte sich der defensive Mittelfeldspieler direkt als Stammspieler und kam in 30 Ligaspielen (alle von Beginn) zum Einsatz, in denen er 3 Tore erzielte. Dabei trug er in allen Spielen die Kapitänsbinde. Durch 15 Gelbe und eine Gelb-Rote Karte verpasste er 4 Spiele gesperrt (3 durch Gelbsperre). Ende April zog sich Gjasula am 35. Spieltag einen Mittelfußbruch zu, wodurch die Saison für ihn beendet war. Nachdem er seine Verletzung auskuriert hatte, kam er in der Saison 2017/18 Ende September am 11. Spieltag zu seinem ersten Saisoneinsatz. Gjasula gehörte direkt wieder zum Stammpersonal und absolvierte 23 Ligaspiele (22-mal von Beginn und als Kapitän), in denen er 3 Tore erzielte. Durch 12 Gelbe Karten musste er 2 Gelbsperren absitzen.

#### Bundesliga-Aufstieg mit dem SC Paderborn 07
Zur Saison 2018/19 wechselte Gjasula in die 2. Bundesliga zum SC Paderborn 07. Er unterschrieb beim Aufsteiger einen Vertrag bis zum 30. Juni 2020. Anders als in seinen vorherigen Stationen war Gjasula nicht über die komplette Spielzeit im defensiven Mittelfeld gesetzt. Cheftrainer Steffen Baumgart ließ teilweise nur mit einem „Sechser“ spielen, wobei in diesem Fall Sebastian Vasiliadis den Vorzug erhielt. Gjasula kam in 24 Zweitligaspielen (15-mal von Beginn) zum Einsatz und erzielte ein Tor. Auch in dieser Saison fiel er durch eine aggressive Spielweise auf und musste durch 12 gelbe Karten 2 Gelbsperren absitzen. Mit dem SC Paderborn schaffte Gjasula auf dem 2. Platz den Durchmarsch in die Bundesliga.
In der Saison 2019/20 gehörte Gjasula zum Stammpersonal. Er kam in 29 Bundesligaspielen (28-mal von Beginn) zum Einsatz, in denen er 2 Tore erzielte. Zudem spielte er elf Spiele als Kapitän. Am 30. Spieltag erhielt Gjasula seine 16. gelbe Karte und stellte damit den Rekord für die meisten gelben Karten in der Bundesliga von Tomasz Hajto aus der Saison 1998/99 ein. Am 31. Spieltag erhielt der defensive Mittelfeldspieler seine 17. Verwarnung und ist seither alleiniger Rekordhalter. Durch 17 gelbe Karten verpasste Gjasula 3 Spiele aufgrund von Gelbsperren. Mit dem SC Paderborn stieg er als Tabellenletzter wieder in die 2. Bundesliga ab, woraufhin er den Verein mit seinem Vertragsende verließ.

#### Hamburger SV
Zur Saison 2020/21 wechselte Gjasula zum Hamburger SV, bei dem er einen Vertrag bis zum 30. Juni 2022 unterschrieb. In den ersten beiden Ligaspielen bot ihn der Cheftrainer Daniel Thioune in einem 4-2-3-1-System neben Amadou Onana im defensiven Mittelfeld auf. Beim 4:3-Sieg am 2. Spieltag gegen seinen ehemaligen Verein SC Paderborn verschuldete Gjasula allerdings durch individuelle Fehler innerhalb weniger Minuten zwei Gegentore und erhielt vom Kicker die Note 6. In den folgenden 7 Spielen blieb ihm nur die Jokerrolle, zudem wurde er 2-mal gar nicht eingesetzt. Vom 10. bis zum 13. Spieltag zählte der defensive Mittelfeldspieler wieder zur Startelf, zog sich anschließend im Training um den Jahreswechsel aber einen Innenbandriss im linken Knie zu. Sein Comeback gab Gjasula Mitte März 2021 am 25. Spieltag, als er in der Schlussphase eingewechselt wurde. In der restlichen Saison kam Gjasula unter Thioune nur noch sporadisch zum Einsatz. Der Interimstrainer Horst Hrubesch setzte ihn in den letzten 3 Spielen hingegen nicht mehr ein. Insgesamt kam Gjasula auf 15 Zweitligaeinsätze (8-mal von Beginn), der HSV verpasste zum dritten Mal in Folge auf dem 4. Platz den Wiederaufstieg.

#### SV Darmstadt 98
An den ersten beiden Spieltagen der Saison 2021/22 und in der anschließenden ersten Runde des DFB-Pokals kam Gjasula unter dem neuen HSV-Cheftrainer Tim Walter zu keinem Einsatz. Walter zog ihm im defensiven Mittelfeld Jonas Meffert, Maximilian Rohr und Moritz Heyer vor und äußerte zu Gjasulas Situation: „Klaus und ich waren offen und ehrlich zueinander.“ Der 31-Jährige wechselte daraufhin vor dem 3. Spieltag zum Ligakonkurrenten SV Darmstadt 98. Fortan verzichtete er auf seinen Helm, den er seit Ende 2013 getragen hatte. In Darmstadt etablierte sich Gjasula unter Torsten Lieberknecht sofort als Stammspieler im defensiven Mittelfeld und absolvierte bis zur Winterpause 11 Zweitligaspiele, wobei er stets in der Startelf stand. Dabei trug Gjasula mit starken Leistungen dazu bei, dass der SV Darmstadt 98 auf dem 2. Platz überwinterte. Drei Spiele verpasste er aufgrund einer COVID-19-Erkrankung. In der Winterpause wurde Gjasula vom Kicker im defensiven Mittelfeld hinter seinem Teamkollegen Tobias Kempe, Benedikt Gimber und Max Besuschkow (beide SSV Jahn Regensburg) als Herausragend bewertet. Bis zum Ende der Saison kam er auf 23 Einsätze (ein Tor) und erreichte mit der Mannschaft den vierten Platz in der Liga. Im Dezember 2022 verlängerte er seinen auslaufenden Vertrag in Darmstadt bis 2024.

#### Rot-Weiss Essen
Im Januar 2025 schloss er sich dem Drittligisten Rot-Weiss Essen an.

### Nationalmannschaft
Im Alter von 29 Jahren feierte Gjasula im EM-Qualifikationsspiel gegen Frankreich am 7. September 2019 sein Debüt für die albanische A-Nationalmannschaft, als er in der 54. Spielminute von Trainer Edoardo Reja für Ylber Ramadani eingewechselt wurde. Zudem spielte er vier Spiele für Albanien in der UEFA Nations League in Liga C.

## Erfolge
- Aufstieg in die Bundesliga: 2019 (SC Paderborn 07), 2023 (SV Darmstadt 98)
- Meister der Regionalliga Südwest: 2015

## Persönliches
Sein älterer Bruder Jürgen (* 1985) war ebenfalls Fußballspieler, er beendete 2023 seine Karriere. Die Familie lebt immer noch in Freiburg.
Die für albanische Verhältnisse ungewöhnlichen Vornamen Jürgen und Klaus erhielten die Brüder, weil ihre Großmutter gerne Die Schwarzwaldklinik schaute, in der Klausjürgen Wussow als Professor Brinkmann agierte.